# بيترسون دوس سانتوس
بيترسون دوس سانتوس هو منافس ألعاب قوى برازيلي، ولد في 31 مارس 1991 في Santana (district of São Paulo) ‏ في البرازيل.

## وصلات خارجية
- بيترسون دوس سانتوس على موقع الاتحاد الدولي لألعاب القوى (الإنجليزية)
- بيترسون دوس سانتوس على موقع أوليمبيديا (الإنجليزية)
- بيترسون دوس سانتوس على موقع اللجنة الأولمبية البرازيلية (البرتغالية)